# ماريو رودريغيز (ملاكم)
ماريو رودريغيز (بالإسبانية: Mario Rodríguez)‏ مواليد 6 أكتوبر 1988 في ولاية سينالوا، المكسيك، هو ملاكم محترف مكسيكي بدأ مسيرته الاحترافية سنة 2005 حيث خسر في نزاله الأول. حقق بطولة الاتحاد الدولي للملاكمة.

## المسيرة الاحترافية
من نزالاته:
- خسر أمام كاتسوناري تاكاياما (30-03-2013).

## إحصائيات
خاض خلال مسيرته 34 نزالا، فاز في 19 وتعادل في 4 وخسر في 11. فاز بالضربة القاضية في 12 نزالا.

## روابط خارجية
- ماريو رودريغيز على موقع بوكس ريك (الإنجليزية) (registration required)